# Franz Karl Stark
Franz Karl Stark (3. dubna 1873 Loket – 14. říjen 1952 Neustadt an der Aisch) byl československý politik německé národnosti. Byl meziválečným senátorem Národního shromáždění za Německou sociálně demokratickou stranu dělnickou v ČSR.

## Biografie
V parlamentních volbách v roce 1920 získal za Německou sociálně demokratickou stranu dělnickou v ČSR (DSAP) senátorské křeslo v Národním shromáždění. Mandát obhájil v parlamentních volbách v roce 1925 a parlamentních volbách v roce 1929. V senátu zasedal do roku 1935.
Profesí byl sekretářem strany ve Stříbře.